# Răzbunătorul (film din 1967)
Răzbunătorul (titlul original: în italiană Requiescant) este un film western italian, realizat în 1967 de regizorul Carlo Lizzani, protagoniști fiind actorii Lou Castel, Mark Damon, Pier Paolo Pasolini și Barbara Frey. 

## Rezumat
La Fort Hernandez, în apropiere de San Antonio, un grup de săteni mexicani sunt trădați și uciși de soldații confederați sub comanda aristocratului Ferguson. Un băiat tânăr, Requiescant, supraviețuiește și fuge în deșert, unde este salvat de Jeremy, care călătorește cu mica sa familie. El îl crește pe Requiescant ca pe propriul său fiu, care se înțelege deosebit de bine cu sora sa vitregă Princy. Într-o zi, aceasta se răzvrătește împotriva familiei ei și se alătură unei trupe de călători.
Requiescant pleacă în căutarea fetei, pentru a ajuta familia lui adoptivă. Pe drum poate dovedi de mai multe ori cât de repede știe să mânuiască revolverul. Când ajunge la San Antonio, află că orașul aparține fostului ofițer Ferguson. În saloon, o găsește pe Princy lucrând ca prostituată și pe subordonatul lui Ferguson, Dean Light, ca proxenetul ei. Ferguson refuză să o lase pe Princy să plece cu Requiescant. Când Requiescant află adevărata sa identitate, îl ajută pe preotul Don Juan în răzvrătirea sa împotriva lui Ferguson.

## Distribuție
- Lou Castel – Requiescant
- Mark Damon – George Bellow Ferguson
- Pier Paolo Pasolini – don Juan
- Barbara Frey – Princy
- Rossana Krisman – Lope
- Mirella Maravidi – Edith
- Franco Citti – Burt
- Nino Davoli – El Nino
- Lorenza Guerrieri – Marta
- Liz Barrett – Pilar
- Carlo Palmucci – Dean Light
- Nino Musco – il vecchio muto
- Anna Carrer – Lavinia
- Pier Annibale Danovi – Felipe
- Vittorio Duse – El Doblado
- Giovanni Ivan Scratuglia –
- Ferruccio Viotti – padre John
- Renato Terra – Alonso
- Aldo Marianecci – il barista
- Massimo Sarchielli – Leonardo Marquez